# دي دوك
دي دوك هو جزء من مولدات الوثائق للغة البرمجة دي وقد قام بتصميمه برايت والتر. فإن تركيزه ينصب على أن يكون قادر على كتابة وثائق في تعليقات الرموز البرمجية في أسلوب الطبيعية، والتقليل من الحاجة إلى توصيف العلامات وبالتالي تحسين وضوح رمز التعليقات. والأمر مشابه في مفهوم إلى دي أكسجين وJavadoc.